# Сен-Жан-сюр-Ресуз
Сен-Жан-сюр-Ресу́з (фр. Saint-Jean-sur-Reyssouze) — коммуна во Франции, находится в регионе Рона — Альпы. Департамент — Эн. Входит в состав кантона Сен-Тривье-де-Курт. Округ коммуны — Бурк-ан-Брес.
Код INSEE коммуны — 01364.

## География
Коммуна расположена приблизительно в 350 км к юго-востоку от Парижа, в 75 км севернее Лиона, в 25 км к северо-западу от Бурк-ан-Бреса.
На севере коммуны протекает река Ресуз.

## Климат
Климат полуконтинентальный с холодной зимой и тёплым летом. Дожди бывают нечасто, в основном летом.

## Население
Население коммуны на 2010 год составляло 744 человека.
| 1962 | 1968 | 1975 | 1982 | 1990 | 1999 | 2010 |
| ---- | ---- | ---- | ---- | ---- | ---- | ---- |
| 941  | 818  | 680  | 578  | 541  | 582  | 744  |

## Администрация
| Период | Период | Фамилия    | Партия | Примечания |
| ------ | ------ | ---------- | ------ | ---------- |
| 1995   | 2001   | Поль Фавье |        |            |
| 2001   | 2014   | Макс Дувр  |        |            |
| 2014   | 2020   | Жак Салле  |        |            |

## Экономика
В 2010 году среди 469 человек трудоспособного возраста (15—64 лет) 340 были экономически активными, 129 — неактивными (показатель активности — 72,5 %, в 1999 году было 72,9 %). Из 340 активных жителей работали 307 человек (178 мужчин и 129 женщин), безработных было 33 (16 мужчин и 17 женщин). Среди 129 неактивных 35 человек были учениками или студентами, 58 — пенсионерами, 36 были неактивными по другим причинам.

## Достопримечательности
- Романская церковь XI века. Исторический памятник с 1972 года.[4]

## Фотогалерея

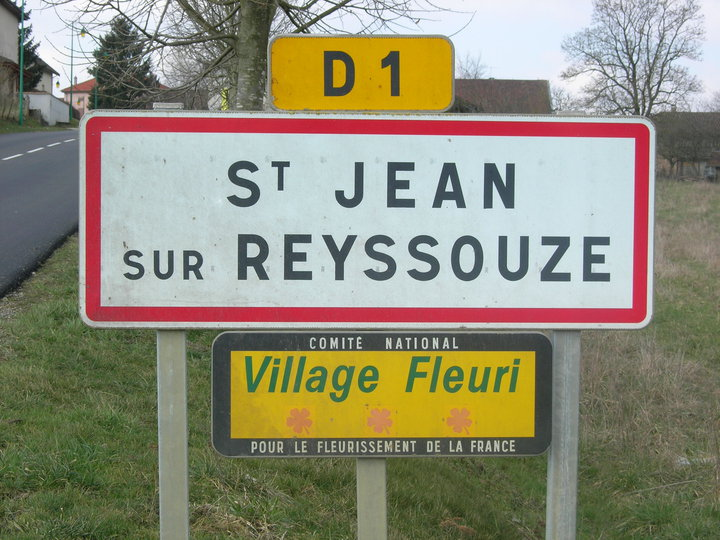
Знак на въезде в Сен-Жан-сюр-Ресуз
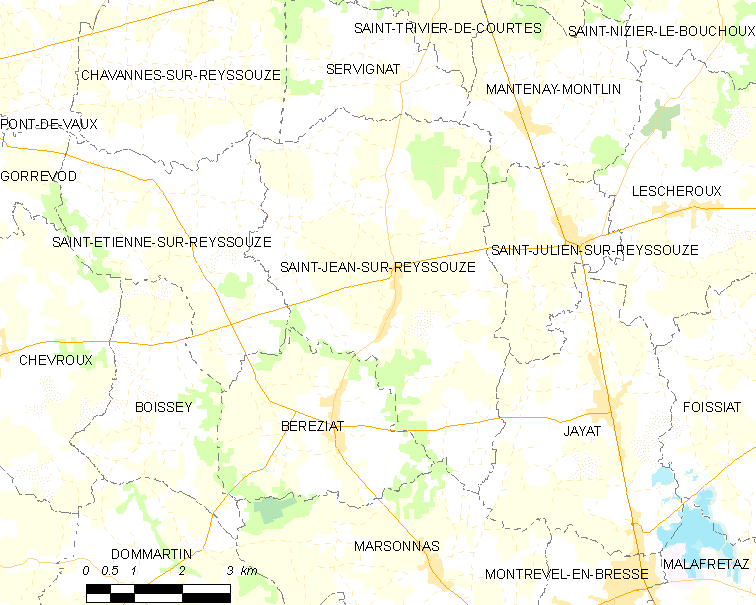
Карта коммуны